# Isfahán (provincie)
Isfahánská provincie je íránská provincie. Nachází se v centrální části země a je jednou z 31 íránských provincií. Hlavním městem je Isfahán. Rozloha provincie je 107 029 km² a v roce 2006 zde žilo 4 559 256 obyvatel.